# Tiit Kubri
Tiit Kubri (* 12. Juli 1955 in Tartu) ist ein ehemaliger estnischer Politiker.

## Politiker
Von November 1995 bis März 1997 war Tiit Kubri Minister ohne Geschäftsbereich in der Koalitionsregierung von Ministerpräsident Tiit Vähi.
Innerhalb des Kabinetts war er vor allem für die Koordinierung der staatlichen Regionalpolitik sowie die Verbindung zu den kommunalen Selbstverwaltungskörperschaften zuständig.
Kubri gehörte der 1994 gegründeten, bäuerlich orientierten Partei des estnischen Landvolks (Eesti Maarahva Erakond – EME) an. Die Partei ging 1999 in der Estnischen Volksunion (Eestimaa Rahvaliit – ERL) auf.